# Трайко Стаматоски
Трайко Стаматоски (на македонска литературна норма: Трајко Стаматоски) е езиковед от Северна Македония.

## Биография
Роден е в Скопие на 5 май 1925 година Завършва в първия випуск специалност „Македонски език“ във Философския факултет на Скопския университет през 1950 година. Работи като езиков редактор и ръководител на Програмния отдел на Радио Скопие. През октомври 1954 година постъпва като научен сътрудник в Института за македонски език „Кръсте Мисирков“, от 1966 година е ръководител на неговия Отдел по ономастика, а от 1973 до 1986 година е директор на института.
Стаматоски е своеобразен наследник на Блаже Конески като ръководител на науката за езика в Социалистическа република Македония. Той е председател на фондацията „Небрегово“, която стопанисва родната къща-музей на Конески. Стаматоски също е почетен председател на футболния клуб Вардар и главен редактор на представителна книга за него по повод 40-годишния му юбилей през 1987 година. През 1988 година предлага в статия в списание „Лик“ така наречения „македонски език“ да бъде преименован на „сърбо-македонски“ и да се обявяви пълно двуезичие в Социалистическа република Македония.
Почива на 2 април 2021 година в Скопие от усложнения от Ковид-19.

## Трудове
- Градскиот тетовски говор (1956–1957)
- Графискиот систем во Македонија во 19-от век (1970)
- Борба за македонски литературен јазик (1986)
- Македонска ономастика (1990)
- Кон ликот на Блаже Конески (1995)
- Континуитетот на македонскиот литературен јазик (1998)
- Во одбрана на македонскиот литературен јазик (2001)
- Кон ликот на Блаже Конески (1995)
- На ономастички теми (2002
- Мислата на Блаже Конески (2006)